# يان براون (شاعر)
يان براون (بالإنجليزية: Ian Brown)‏ هو كاتب مسرحي ومخرج وشاعر بريطاني، ولد في 8 مارس 1951.